# Хартман, Нильс
Нильс Хартман (англ. Niels Hartman; 17 января 2001, Схонховен) — гибралтарский футболист, полузащитник любительского клуба «Университет Лафборо» и сборной Гибралтара.

## Биография

### Клубная карьера
Родился в Нидерландах, но в возрасте одного года переехал с семьёй в Испанию, по месту работы отца. С 12 лет жил в Гибралтаре, чтобы получить англоязычное образование. Позже поступил в Университет Лафборо в Англии и стал игроком одноимённой любительской команды. Во время пандемии временно вернулся в Гибралтар и в 2021 году сыграл 5 матчей в чемпионата Гибралтара за местный «Линкс».

### Карьера в сборной
Дебютировал за сборную Гибралтара 27 марта 2023 года в матче отборочного турнира чемпионата Европы 2024 против сборной Нидерландов (0:3), в котором вышел на замену на 86-й минуте вместо Грэма Торрилья.